# Blue Effect

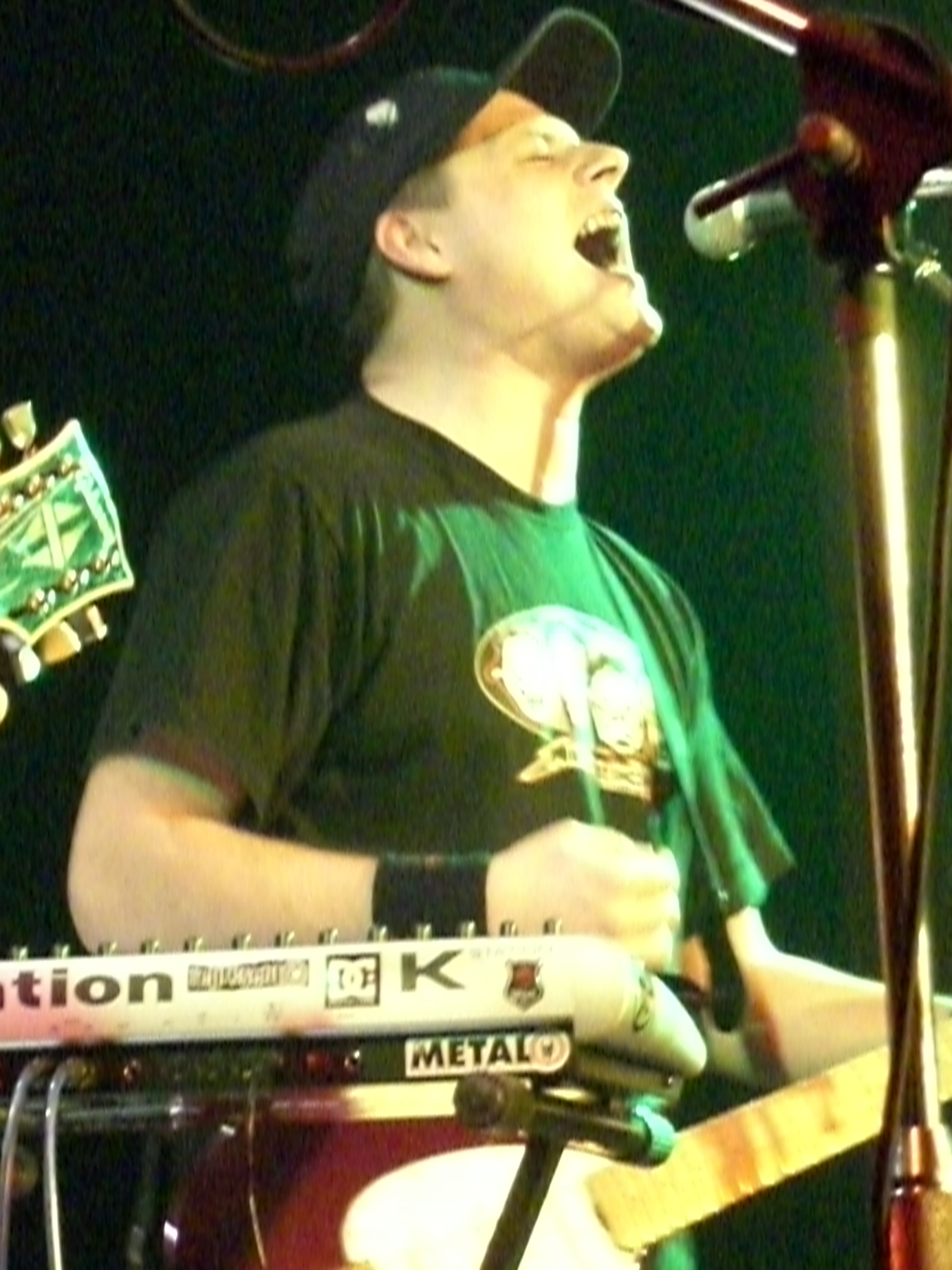
Honza Křížek, zpěvák skupiny v letech 2004–2016

Blue Effect byla česká rocková skupina založená v roce 1968. V průběhu své existence používala různé varianty svého názvu: The Special Blue Effect, The Blue Effect, Modrý efekt, M Efekt či M. Efekt. Jejím hlavním a jediným stálým členem od založení až do své smrti v roce 2016 byl kytarista Radim Hladík.

## Historie
Kapelu založili koncem roku 1968 baskytarista Jiří Kozel (původně skupiny P-67, Colour Images), zpěvák Vladimír Mišík (Uragan, Komety, The Matadors, skupina Karla Duby, New Force) a bubeník Vlado Čech (New Force), ke kterým se vzápětí připojili kytaristé Radim Hladík (Komety, The Matadors) a Miloš Svoboda (ex-Donald, Rogers Band). Skupina zvolila z popudu Mišíka název The Special Blue Effect, který odkazoval na modrou knížku, potvrzení o zproštění povinné vojenské služby u valné části členů kapely, a který byl nedlouho poté zkrácen na The Blue Effect. Na 2. československém beatovém festivalu, který se uskutečnil v prosinci 1968 v Lucerně, byla skupina vyhlášena objevem roku, kapelou sezóny, Radim Hladík hudebníkem sezóny a píseň „Sunny Grave“ skladbou sezóny. Jejich první deska, singl „Slunečný hrob“/„I've Got My Mojo Working“, obsahující počeštěnou verzi zmiňované vlastní skladby a na druhé straně bluesový standard, zaznamenala mimořádný posluchačský ohlas a prodala se ve více než padesátitisícovém nákladu. Ve shodnou dobu natočené EP The Blue Effect bylo přivítáno s podobným úspěchem. Vzápětí opustil skupinu Svoboda a jediným kytaristou tak na dlouhou dobu zůstal Hladík.
S nástupem normalizace přicházely první represe proti rockové hudbě a první dlouhohrající desku s názvem Meditace (1970) již provázely problémy ohledně textů. Název tohoto alba vznikl původně podle setkávání kapely s písničkářem Jaroslavem Hutkou, který opatřil svými texty první stranu desky. Tyto texty však nebyly obzvláště kvůli Hutkově nonkonformnímu životnímu stylu povoleny a tyto písně musely být přetextovány Zdeňkem Rytířem. Druhá strana desky obsahovala skladby v angličtině, která byla stále ještě na rockových albech povolena. 
V polovině roku 1970 byl donucen opustit sestavu Vladimír Mišík. Na jedné straně mu byly vyčítány hvězdné manýry a dle názorů zbylých členů kapely i menší úspěch alba Meditace; Mišík vysvětloval svůj odchod intrikami, jakož i vlastní preferencí anglických textů v repertoáru. Vedoucím kapely se po něm stal Hladík, který jím zůstal až do jejího zániku. Již v tuto dobu začala skupina inklinovat ke skladbám s delší stopáží a přikláněla se k instrumentálnějšímu jazzrocku. Důvody změny stylu byly mnohé: vzrůstající popularita tohoto žánru, větší tolerance přitrvrzujícího normalizačního režimu k „hudbě utlačované americké menšiny“, tj. jazzu, a také až absurdní přísnost oficiálních schvalovacích komisí k textu písní rockových kapel. Paralelně Blue Effect v sestavě bez Mišíka natočil spolu se skupinou Jazz Q Jiřího Stivína album Coniunctio (1970). Jednalo se o experimentální a na svou dobu novátorskou fúzi mezi free jazzem a rockem, značně inspirovanou albem Ornette Colemana Free Jazz. Tituly skladeb musely být z důvodů politické neutrálnosti banální (např. „Návštěva u tety Markéty, vypití šálku čaje“ či „Asi půjdem se psem ven“).
V roce 1970, ještě za účinkování Mišíka, se ke skupině přidal klávesista Lešek Semelka (původně skupina The Cardinals), který se stal posléze i jejím zpěvákem. V roce 1971 kapela musela, jako řada dalších skupin, přejít na český název – Modrý efekt, který však její členové pro jeho těžkopádnost zkracovali na M. Efekt. Skupina pokračovala v jazzrockovém zaměření a spojila se s Jazzovým orchestrem Československého rozhlasu pod vedením Kamila Hály, se kterým natočila alba Nová syntéza (1971) a Nová syntéza 2 (1974), a vystoupila i na Mezinárodním jazzovém festivalu v roce 1971. Jazzrockový vliv ještě nese s notnými problémy vydané převážně instrumentální album Modrý efekt & Radim Hladík (1975), které obsahuje populární skladbu „Čajovna“ a které čekalo na své české vydání dva roky. Na posledních dvou deskách již s kapelou neúčinkoval baskytarista Kozel (emigroval do Švýcarska v roce 1972), kterého nahradil Josef Kůstka, bývalý Semelkův spoluhráč z Cardinals. 
Roli zrušených československých beatových festivalů částečně nahradily, z iniciativy Jazzové sekce, Pražské jazzové dny. Zde mohly vystupovat i rockové kapely, Modrý efekt však svoji účast v roce 1976 paradoxně odmítl s tím, že se za jazzové uskupení nepovažuje. Jakkoli měla skupina problémy s vystupováním i vydáváním své produkce v tuzemsku, koncertovala i nahrávala v zemích sousedních. Působila v Polsku a NDR, kde se dokonce se svou živou nahrávkou „Clara“ na tři měsíce ovládla celostátní hitparádu. 
Na počátku roku 1975 odešli Semelka a Kůstka do skupiny Bohemia. Po přibližně půlročním období v nestabilním složení angažoval Hladík brněnského zpěváka a klávesistu Oldřicha Veselého z formace Synkopy 61 a renomovaného bratislavského baskytaristu Fedora Freša, který předtím účinkoval ve skupinách Prúdy, The Soulmen či Collegium Musicum. V tomto složení se skupina začala přiklánět k artrocku. Frešova přítomnost ve skupině umožnila oficiálně působit ve slovenském prostředí, které rockové muzikanty omezovalo o něco méně. Přesto měl M. Efekt nadále problémy se svými texty a zdroj inspirace tak hledal v hudbě lidové. Spolupráce členů skupiny vyvrcholila albem Svitanie nahraným ve studiu slovenském vydavatelství Opus (1977). Jednalo se o lidové písně nebo skladby jim podobné, které byly upraveny do dlouhých rockových aranží. Zakrátko byl skupinu donucen opustit Frešo. Důvodem byla jeho až příliš velká tvůrčí dominance, když Frešo jako vystudovaný muzikant předčil svou rychlostí při společném skládání hudby ostatní spoluhráče.
Po odchodu Freša se do skupiny vrátil Semelka. Na popud Hladíka bylo rozhodnuto, že tento klávesista nahradí rovněž uvolněné místo baskytary a bude hrát také na basový syntezátor (Moog). Toto období je charakterizováno úspěšnou spoluprací s básníkem Pavlem Vrbou, jenž již dříve vytvořil některé texty pro album Nová syntéza 2 a jenž je byl schopen napsat natolik neutrálně, že dobře procházely oficiálními schvalovacími procesy. Tato spolupráce vyvrcholila na oceňovaném artrockovém albu Svět hledačů (1979). V roce 1979 došlo ke konfliktu mezi Semelkou a Veselým, který skončil odchodem Veselého zpět do Synkop 61. Skupina posléze pokračovala jako trio a natočila ještě album 33 (1981), které je také její poslední dlouhohrající deskou. Týž rok totiž opustili skupinu Semelka i s bubeníkem Čechem do Společnosti Leška Semelky (S.L.S.).
V 80. letech vystupovala kapela v různorodém složení a vydala pouze několik singlů. Okolo Hladíka se vystřídala řada hudebníků. V této dekádě doplnil skupinu nejprve zpěvák Oldřich Kellner (z doprovodné skupiny Petra Spáleného) a pak i Luboš Pospíšil (původně 5P). Působil zde mj. klávesista Luboš Manda (z doprovodné skupiny Dalibora Jandy), baskytarista Radek Křemeňák (plzeňský Bumerang) nebo bubeníci Josef Havlíček (z doprovodné skupiny Jiřího Schelingera), nakrátko opět Vlado Čech (odešel kvůli problémům s alkoholem), a poté David Koller (z Jasné Páky, 5P, S.L.S. aj.). Skupina přestala účinkovat v roce 1990.
V roce 1992 a 1999 vystoupila skupina několikrát za účasti členů, kteří s ní hráli na vrcholných albech ze 70. let (včetně Semelky, Veselého a Mišíka). Jednalo se však o ojedinělé počiny. Blue Effect byl oficiálně obnoven v roce 2003, kdy se Radim Hladík obklopil mladšími muzikanty, např. Honzou Křížkem, a začal s kapelou opět pravidelně koncertovat. Hladík zemřel v roce 2016, Křížek následně oznámil ukončení činnosti kapely.

## Obsazení
- Vladimír Mišík – zpěv, flétna (1968–1970)
- Radim Hladík – kytara (1968–1986, 1988–1990, 1992, 1999, 2003–2016)
- Petr Netopil – kytara (1968)
- Jiří Kozel – baskytara (1968–1972, 1992)
- Vlado Čech – bicí (1968–1981, 1984–1985)
- Miloš Svoboda – kytara (1968–1969)
- Lešek Semelka – klávesy, zpěv (1970–1975, 1977–1981, 1992, 1999)
- Josef Kůstka – baskytara, housle, zpěv (1972–1974)
- Oldřich Veselý – klávesy, zpěv (1975–1979, 1999)
- Jan Nový – baskytara (1975)
- Fedor Frešo – baskytara, zpěv (1975–1977)
- Oldřich Kellner – kytara, zpěv (1982–1986)
- Ladislav Boháček – baskytara (1982)
- Josef Havlíček – bicí (1982–1984)
- Radek Křemenák – baskytara (1982–1985)
- Luboš Manda – klávesy (1985–1986, 1988–1990)
- Luboš Pospíšil – kytara, zpěv (1988–1990)
- David Koller – bicí (1988–1990)
- Karel Káša Jahn – bicí (1992)
- František Rába – baskytara (1999)
- František Hönig – bicí (1999)
- Honza Křížek – kytara, klávesy, zpěv (2003–2016)
- Pavel Bohatý – klávesy, zpěv (2003–2006)
- Vojtěch Říha – baskytara, zpěv (2003–2016)
- Václav Zima – bicí (2003–2016)

## Diskografie
- Meditace (1970)
- Coniunctio (1970)
- Kingdom of Life (1971)
- Nová syntéza (1971)
- Nová syntéza 2 (1974)
- Modrý efekt & Radim Hladík (1975)
- Svitanie (1977)
- Svět hledačů (1979)
- 33 (1981)